# Mittelsmoor
Mittelsmoor (plattdeutsch Middelsmoor) ist ein Ortsteil der Gemeinde Grasberg im niedersächsischen Landkreis Osterholz. Der Ort liegt südöstlich des Kernortes Grasberg. Südlich verläuft die Landesstraße L 154.

## Geschichte
Der Ort wurde 1792 im Rahmen der Moorkolonisierung des Teufelsmoores gegründet. Im Jahr 1910 lebten dort 142 Einwohner.